# Akua Anokyewaa
Nana Akua Anokyewaa (* 15. Oktober 1984 in Kuntanase, Ashanti Region, Ghana) ist eine ghanaische Fußballspielerin.

## Leben
Anokyewaa wurde in Kuntanase geboren und wuchs im benachbarten Dunkwa auf. Ihre schulische Ausbildung absolvierte sie in der T.I. Ahmadiyya Senior High in Fomena, Ashanti Region, und machte 2000 hier ihren Abschluss.

### Karriere

#### Im Verein
Anokyewaa startete ihre Karriere beim Adansi United FC. Es folgte im Frühjahr 2000 der Wechsel in die höchste ghanaische Frauenfußballliga Greater Accra Women Soccer League zu den Post Ladies. Nach drei Jahren in der höchsten Spielklasse für die Post Ladies wechselte sie im Frühjahr 2003 zu den Ashanti Town Ladies. Dort spielte sie bis Dezember 2004 und schloss sich dann dem Kumasi Ghatel FC an.

#### Nationalmannschaft
Anokyewaa wurde 2002 im Alter von 18 Jahren das erste Mal für ein Turnier für die ghanaische Fußballnationalmannschaft der Frauen berufen und spielte den African Women Cup of Nations in Nigeria. Es folgte ein Jahr später die Teilnahme für die ghanaische Fußballnationalmannschaft der Frauen an der Fußball-Weltmeisterschaft der Frauen 2003 in den USA. Im September 2004 erzielte sie beim 2:1 gegen die Äthiopische Fußballnationalmannschaft der Frauen den entscheidenden Treffer zur Qualifikation zum African Women’s Cup Of Nations.

### Sonstiges
Bei der Beerdigung von Patricia Ofori im April 2011 gehörte sie zu den Sargträgerinnen.